# Königskinder
Königskinder (tedesco per I figli del re) è un lavoro teatrale di Engelbert Humperdinck che esiste in due versioni: come melologo e come opera  o più precisamente una Märchenoper (Opera fiabesca). Il libretto è stato scritto da Ernst Rosmer (pseudonimo di Else Bernstein-Porges), adattato dal suo dramma con lo stesso titolo.

## Storia
Nel 1894 Heinrich Porges chiese a Humperdinck di scrivere musiche di scena per la commedia di sua figlia Else. Humperdinck era interessato a trasformare la storia in un'opera, ma poiché Else Bernstein-Porges inizialmente rifiutò, optò per la rappresentazione come un melologo, cioè con dialoghi parlati che si svolgevano insieme a uno sfondo strumentale. Il lavoro includeva anche arie operistiche e cori, nonché dialoghi non accompagnati.
Nei passaggi melodrammatici Humperdinck progettò un'innovativa notazione ibrida che richiedeva l'espressione del testo tra il canto e il parlato. Con questa notazione il cantante avrebbe dovuto recitare una parte sostanziale del testo con melodie approssimative. Questa versione fu messa in scena per la prima volta all'Hoftheater di Monaco, con Hedwig Schako come ragazza delle oche il 23 gennaio 1897 e riscosse un certo successo. Tuttavia Else Bernstein-Porges alla fine cedette nel 1907 e accettò che Humperdinck potesse trasformare la commedia in un'opera.

## Storia delle esecuzioni
Königskinder fu eseguito per la prima volta al Metropolitan Opera di New York il 28 dicembre 1910, diretto da Alfred Hertz, con Geraldine Farrar come la pastorella delle oche, Herman Jadlowker come il figlio del re, Louise Homer come la strega e Otto Goritz come il trovatore. La Farrar addestrò il proprio branco di oche in preparazione per il ruolo; secondo una recensione del New-York Tribune sulla prima rappresentazione, "Miss Farrar ha causato 'molto divertimento' presentandosi davanti al sipario con un'oca viva sotto il braccio."
Una prima a Berlino seguì il 14 gennaio 1911, diretta da Leo Blech con Lola Artôt de Padilla nei panni della ragazza delle oche e Walter Kirchhoff nel ruolo del figlio del re. Sebbene il lavoro sia rimasto per molti anni all'ombra della sua opera fiabesca "sorella" Hänsel und Gretel, è stato regolarmente ripreso in Germania e con crescente frequenza all'estero dal 1986 (Festival di Wexford). Altre produzioni degne di nota includono la English National Opera del 1992, con la regia di David Pountney e diretta da Sir Mark Elder, una messa in scena del 1997 alla Sarasota Opera, dal 2005 al 2007 all'Opera di Stato della Baviera e nel 2007 all'Opernhaus Zürich. Nel 2010 l'Arte Opera Ensemble ha tenuto una performance per celebrare il centesimo anniversario della sua prima a New York City. È stata anche registrata frequentemente.

## Ruoli
| Ruolo                            | Registro vocale | Cast della prima, 28 dicembre 1910 (Direttore: Alfred Hertz) |
| -------------------------------- | --------------- | ------------------------------------------------------------ |
| Guardiana delle oche (Gänsemagd) | soprano         | Geraldine Farrar                                             |
| Strega (Hexe)                    | contralto       | Louise Homer                                                 |
| Il figlio del re (Königssohn)    | tenore          | Herman Jadlowker                                             |
| Trovatore (Spielmann)            | baritono        | Otto Goritz                                                  |
| Taglialegna                      | basso           | Adamo Didur                                                  |
| Venditore di scope               | tenore          | Albert Reiss                                                 |
| La stalliera                     | contralto       | Marie Mattfeld                                               |
| Figlia dell'oste                 | mezzosoprano    | Florence Wickham                                             |
| Prima sentinella                 | tenore          | Ernst Maran                                                  |
| Seconda sentinella               | baritono        | William Hinshaw                                              |
| Oste                             | basso           | Antonio Pini-Corsi                                           |
| Primo bambino                    | soprano         | Edna Walter                                                  |
| Secondo bambino                  | soprano         | Lotte Engel                                                  |
| Anziano del Consiglio            | baritono        | Marcel Reiner                                                |
| Sarto                            | tenore          | Julius Bayer                                                 |

## Trama

### Atto 1
La scena si svolge in un prato soleggiato fuori da una piccola capanna rustica, sulle colline sopra una città chiamata Hellabrunn. In lontananza possiamo vedere una montagna, l'Hellagebirge. Dodici oche si aggirano intorno, sguazzano nello stagno, brucano l'erba; la Pastorella d'oche è sdraiata a faccia in giù e prende a calci il terreno senza motivo. La strega chiama dalla capanna per sgridare la ragazza delle oche. La strega vive qui in questo luogo remoto perché odia la società umana; attraverso la magia tiene la ragazza qui come sua schiava, sebbene la ragazza delle oche brami il sole e il contatto umano. La strega la costringe, contro la sua volontà, a cuocere una pagnotta magica. Non diventerà dura o stantia, ma ucciderà chiunque ne mangi solo la metà. La strega quindi prende il suo cesto e si dirige verso la palude, per raccogliere serpenti velenosi, vermi e animali striscianti.
La pastorella delle oche sta fissando il suo riflesso nel ruscello quando un giovane arriva dalla direzione delle montagne. Questo personaggio, il figlio del re, ha lasciato il castello di suo padre e sta viaggiando in incognito, travestito da semplice cacciatore, in cerca di avventura. In una lunga scena si innamora della ragazza delle oche; si baciano e la sua (di lei) corona di fiori vola via.Lui le offre un'altra corona. Ma lei dice che è troppo per lei, quindi lui la getta sull'erba e la implora di scappare con lui. Lei dice che andrebbe ma non può rompere l'incantesimo che la tiene prigioniera sotto il dominio della Strega e non sa come spiegare la sua situazione al Figlio del Re. Alla fine egli si arrabbia e se ne va precipitosamente, giurando che non lo vedrà più - non finché una stella non cada in un giglio che cresce sul suo prato.
Sentendo la strega tornare, la pastorella delle oche nasconde la corona lasciata dal figlio del re. Ma la strega capisce cosa è successo e lancia un altro incantesimo per impedire la fuga della ragazza delle oche. Sentono la voce fuori scena del trovatore e la strega trascina dentro la ragazza delle oche.
Entra il trovatore, seguito dal taglialegna e dal fabbricante di scope, emissari della vicina città che sono venuti per discutere con la strega. (Momento autoreferenziale: quando il Fabbricante di scope bussa alla porta e chiede alla Strega se le piacerebbe comprare una scopa, si sente il motivo "Scopa" da 'Hansel e Gretel di Humperdinck.) Dopo molti tentennamenti ed esitazioni del taglialegna e del venditore di scope, il trovatore spiega perché sono lì: i padri della città, orgogliosi della loro ricchezza e abbondanza, vogliono che la donna saggia trovi un re che li guidi. La strega predice che la prima persona, uomo o donna, ad entrare dalle porte della città quando le campane suoneranno il mezzogiorno del giorno successivo, dovrà essere il loro prossimo re. "Sebbene sia vestito come un pagliaccio, è degno di indossare la corona." Felice di questa profezia, il fabbricante di scope e il taglialegna tornano in città. Il trovatore però ha intravisto la ragazza delle oche attraverso la finestra e rimane.
Mentre il sole tramonta il trovatore parla alla pastorella delle oche. Lei si lamenta con il trovatore di essere prigioniera della magia della strega e gli racconta persino del principe che è venuto quel pomeriggio. Il trovatore propone immediatamente alla pastorella delle oche di sposare il figlio del re e venire a governare la sua città. La strega obietta che la pastorella delle oche non è nobile. Racconta la triste storia dei genitori della ragazza: un giovane signore avido cercava l'amore della figlia del boia. Il suo ragazzo lo aveva assassinato, poi aveva messo incinta la figlia la notte prima di essere giustiziato da suo padre, naturalmente. La pastorella delle oche è sbigottita, ma il trovatore la consola: conosceva i suoi genitori, dice, e il loro amore e le loro sofferenze li rendevano nobili davvero; è davvero una Königskind, una bambina regale. La ragazza delle oche si rallegra e giura di conquistare il figlio del re. Una delle sue oche le porta la corona d'oro; ella strappa lo scialle che indossa, rivelando una testa di gloriosi capelli dorati, prega i suoi genitori per un aiuto, e improvvisamente una stella cade dal cielo stellato in un giglio, che brilla. "Redenta!" la pastorella delle oche piange e si precipita via, seguita dal trovatore e dal suo stormo di oche.

### Atto 2
Nella piazza centrale del paese, appena fuori dalla locanda, la gente è in subbuglio per l'eccitazione, ansiosa di accogliere il suo nuovo sovrano. La stalliera viene rimproverata dalla figlia del locandiere. Il Figlio del Re entra, stiracchiandosi; la stalliera lo ha lasciato dormire nel porcile la scorsa notte, e sebbene sia un po' confuso la figlia del locandiere lo prende in grande simpatia. Gli offre da mangiare e da bere e persino di giacere nel fieno, ma lui ne è disgustato e la paragona sfavorevolmente alla pastorella delle oche che ha incontrato il giorno prima. Vince la delusione e lo sgomento e rinnova il suo impegno per un anno di vagabondaggio e apprendimento, che spera lo renda un degno sovrano. Mentre la folla si raduna e i giovani ballano al ritmo della musica, il Figlio del Re parla con il Locandiere e trova lavoro come guardiano dei maiali.
Altre persone si riuniscono, tra cui il taglialegna, il fabbricante di scope e le sue tredici figlie. La figlia più giovane cerca di vendere una scopa al figlio del re; lui non ha soldi, ma gioca a Giro giro tondo con lei. Lei scappa da lui una volta che il consiglio comunale è stato riunito. Il taglialegna, abbellendo notevolmente la storia del suo colloquio con la Strega, annuncia che il loro re entrerà in città a mezzogiorno, trainato da un carro d'oro. Il figlio del re sfida la descrizione superficiale di un re: "Potresti riconoscere un vero re, se non fosse ben vestito? Vuoi solo un burattino, una marionetta?" Mettere in discussione i saggi della città non lo rendono popolare. La figlia del locandiere lo accusa di non aver pagato per il cibo che gli ha dato, tutti iniziano a chiamarlo ladro e con grande baraonda lo minacciano.
Ma proprio in quel momento le campane battono mezzogiorno. Le grandi porte della città si aprono. Entra la ragazza delle oche accompagnata dal trovatore (e dalle sue oche). Indossa la corona d'oro e saluta con gioia il Figlio del re. Lui cade in ginocchio e la chiama la sua regina. I cittadini lo deridono e si oppongono a questo rumorosamente; il trovatore lotta per essere ascoltato mentre insiste che questi sono i loro governanti. La gente afferra bastoni e pietre e scaccia dalla città il giovane mendicante e la ragazza delle oche. Quando tutto torna di nuovo tranquillo, un Vecchio Consigliere chiede alla piccola Figlia del Fabbricatore di Scope perché stia piangendo: "Quelli erano il Re e sua moglie!" lei canta.

### Atto 3
È arrivato l'inverno. La scena è quella del primo atto, solo che ora la capanna della Strega è fatiscente, le sue finestre sono rotte. La strega è stata bruciata sul rogo perché alla gente del paese non piaceva la sua profezia. Hanno imprigionato il trovatore, che ora vive nella capanna e si prende cura degli uccelli. Viene fuori e dà da mangiare a uno stormo di colombe, poi chiede se, durante la fuga, hanno visto la Ragazza delle Oche e il Figlio del Re. "Sto invecchiando con l'attesa e la tristezza", canta.
Entrano il taglialegna e il fabbricante di scope, accompagnati da una folla di bambini. Sono venuti a prendere il trovatore per portarlo in città. Luii ha giurato che non ci sarebbe mai tornato, ma il Fabbricante di scope dice che hanno bisogno di lui: tutto è andato a pezzi in città; i bambini non si fidano degli adulti e ovunque ci sono sospetto e disobbedienza. La piccola Figlia del Locandiere li spinge via e si rivolge direttamente al trovatore: i bambini, dice, sanno che lui aveva ragione e i loro genitori avevano torto; il figlio del re e la ragazza delle oche appartengono al trono. Chiede a lui di condurre una ricerca per la coppia reale, e lui lo fa, cantando una dolce ninna nanna soffocata dal rumore della neve e del vento. Il trovatore e i bambini scompaiono tra le montagne innevate mentre il taglialegna e il fabbricante di scope cercano di riscaldarsi all'interno della capanna.
Arriva il Figlio del Re, portando la esausta Ragazza dell'Oca. Stremati dal vagabondaggio, bussano alla capanna e chiedono cibo e riparo; il taglialegna gli sbatte la porta in faccia. Loro cantano della caverna in cui vivevano, sulle montagne, e dei vari momenti del viaggio che li ha condotti in questo luogo. La ragazza delle oche cerca di rallegrare il figlio del re con allegre canzoni e balli, ma crolla. Sembra essere vicina alla morte. Bussa di nuovo alla porta e chiede cibo al taglialegna e al venditore di scope, offrendo loro anche la sua corona. Hanno trovato una pagnotta nella capanna e il Figlio del Re la divide con la Ragazza dell'Oca; ma è il magico pane della morte cotto nella prima scena. Il figlio del re e la ragazza delle oche muoiono, stretti l'uno nelle braccia dell'altro, cantando il loro amore. Il trovatore e i bambini tornano troppo tardi; depongono i giovani amanti su una bara e li portano via, per seppellirli su un'alta rupe, dove il trovatore promette di cantare la canzone dei bambini reali.

## Incisioni
- 1952: Käthe Möller-Siepermann (Pastorella d’oche), Ilsa Ihme-Säbisch (Strega), Peter Anders (Figlio del re), Dietrich Fischer-Dieskau (Trovatore), WDR Sinfonieorchester Köln, diretta da Richard Kraus, dal vivo a Colonia, Walhall
- 1976: Helen Donath / Hanna Schwarz / Adolf Dallapozza / Hermann Prey, Münchner Rundfunkorchester, diretta da Heinz Wallberg, EMI (pubblicata su CD nel 1989)
- 1996: Dagmar Schellenberger / Marilyn Schmiege / Thomas Moser / Dietrich Henschel, Münchner Rundfunkorchester, diretta da Fabio Luisi, Calig
- 2005: Ofelia Sala / Nora Gubisch / Jonas Kaufmann / Detlef Roth, Orchestre national de Montpellier Languedoc-Roussillon, diretta da Armin Jordan, dal vivo a Montpellier, Accord
- 2007: Isabel Rey / Liliana Nikiteanu / Jonas Kaufmann / Oliver Widmer, Opernhaus Zürich, diretta da Ingo Metzmacher, videoregistrazione da Zurigo, Encore
- 2008: Juliane Banse / Gabriele Schnaut / Klaus Florian Vogt / Christian Gerhaher, Deutsches Symphonie Orchester Berlin, diretta da Ingo Metzmacher, dal vivo a Berlino, Premiere Opera (pubblicata anche da Crystal Classics: Deutschlandradio Kultur, 2011)